# 乔纳森·斯塔克
乔纳森·斯塔克（英語：Jonathan Stark，1971年4月3日—），美国男子网球运动员，1991年成为职业选手。他曾获得法国网球公开赛男子双打冠军、温布尔登网球锦标赛混合双打冠军。他于2001年退役。